# D306 (Sarthe)
De D306 is een departementale weg in het Franse departement Sarthe. De weg loopt van de grens met Maine-et-Loire via La Flèche naar de grens met Mayenne. In Maine-et-Loire loopt de weg verder als D959 naar Tours. In Mayenne loopt de weg als D21 verder naar Laval.

## Geschiedenis
Oorspronkelijk was de D306 onderdeel van de N159. In 1973 werd de weg overgedragen aan het departement Sarthe, omdat de weg geen belang meer had voor het doorgaande verkeer. De weg is toen omgenummerd tot D306.